# 德扬·博约维奇
德扬·博约维奇（羅馬化：Dejan Bojović，1983年4月3日—），塞尔维亚前男子排球运动员。他曾代表塞尔维亚国家队参加2008年夏季奥林匹克运动会排球比赛，获得第五名。